# Celloverse
Celloverse è il terzo album in studio del duo di violoncellisti croato-sloveno 2Cellos, pubblicato nel 2015. Contiene la prima composizione originale firmata dai due violoncellisti.

## Il disco
Il duo ha arrangiato cover di brani di vari artisti internazionali per poter eseguire le tracce con il solo ausilio di due violoncelli. Inoltre i 2Cellos tra il 2014 e il 2015 avevano pubblicato su YouTube alcuni video musicali relativi ai singoli disponibili all'ascolto ma non al download su piattaforme come Spotify e Deezer.

## Tracce
1. The Trooper (Ouverture) (Pezzo originale che mixa The Trooper degli Iron Maiden con l'ouverture del Guglielmo Tell di Gioachino Rossini) – 4:34 (Steve Harris, Gioachino Rossini)
2. I Will Wait – 4:07 (Mumford & Sons)
3. Thunderstruck (Intro) (Piccola composizione originale basata sulla Sonata per violoncello n° 5 RV 40) – 0:32 (Antonio Vivaldi)
4. Thunderstruck – 3:42 (Angus Young, Malcolm Young)
5. Hysteria – 2:53 (Muse)
6. Shape of My Heart – 4:36 (Dominic Miller, Sting)
7. Mombasa (from Inception) – 3:37 (Hans Zimmer)
8. Time (from Inception) – 4:18 (Hans Zimmer)
9. Wake Me Up – 4:09 (Aloe Blacc, Tim Bergling, Michael Einziger)
10. They Don't Care About Us – 3:25 (Michael Jackson)
11. Live and Let Die (feat. Lang Lang) – 2:59 (Paul & Linda McCartney)
12. Street Spirit (Fade Out) – 4:40 (Radiohead)
13. Celloverse – 4:21 (2Cellos)

Traccia bonus dell'edizione giapponese
1. Satisfaction – 2:40 (The Rolling Stones)

DVD con 7 videoclip (solo nell'edizione Deluxe)
1. Kristijan Burlovic – The Trooper (Ouverture) – 5:34
2. Kristijan Burlovic – Thunderstruck – 4:59
3. Scott Lochmus – Highway To Hell – 4:21
4. Kristijan Burlovic – With or Without You (Live from Arena Pula) – 6:18
5. Kristijan Burlovic – Smells Like Teen Spirit (Live at Arena Zagreb) – 2:52
6. Kristijan Burlovic – Welcome to the Jungle – 3:26
7. Kristijan Burlovic – Smooth Criminal – 4:06

## Singoli estratti disponibili solo all'ascolto
- 18/02/2014 - Thunderstruck
- 29/04/2014 - Mombasa
- 09/07/2014 - I Will Wait
- 21/10/2014 - The Trooper (Ouverture)
- 09/12/2014 - Shape of My Heart
- 06/01/2015 - Wake Me Up (different mix)
- 27/01/2015 - Live and Let Die (con Lang Lang)
- 25/02/2015 - Hysteria
- 28/04/2015 - They Don't Care About Us
- 16/06/2015 - Celloverse

## Formazione
2Cellos
- Luka Šulić
- Stjepan Hauser
- Lang Lang - pianoforte (traccia 11)